# Смольский, Николай Владиславович
Николай Владиславович Смольский (24 сентября 1905, Наровля Могилёвская губерния — 29 апреля 1976, Минск БССР) — советский, белорусский и таджикистанский ботаник, академик АН Таджикской ССР (1951-76) и АН БССР (1969-76).

## Биография
Родился 24 сентября 1905 года в Наровле в семье служащего.
В 1923 году после окончания средней школы поступил в Горы-Горецкий сельскохозяйственный институт на лесохозяйственный факультет. Спустя год данный институт был ликвидирован и студентов стали распределять в различные институты. Смольский вместе с однокурсниками оказался в Омске в Сибирской сельскохозяйственной академии, которую окончил в 1927 году. Его дипломная работа Растительность юго-восточных Кара-Кумов получила высокую оценку Государственной квалификационной комиссии.
После окончания академии служил в РККА, после прохождения службы принят в ВИР, где с 1932 по 1941 год работал в Туркменском, Ленинградском и Сухумском отделениях.
С 1945 по 1955 год директор ВНИИ сухих субтропиков в Душанбе, одновременно с 1951 по 1952 год исполняющий обязанности вице-президента АН Таджикской ССР.
В 1955 году возвращается в БССР, был назначен директором Центрального республиканского ботанического сада АН БССР. Данную должность занимал до смерти, с 1969 года профессор.
Подготовил 20 кандидатов наук.
Умер 29 апреля 1976 года в Минске.

## Научные работы
Основные научные работы посвящены интродукции и акклиматизации субтропических культур, в частности тунгового дерева, цитрусовых, маслины, инжира, гранат, гваюлы, джута, сахарного тростника в условиях сухих субтропиков Средней Азии. Николай Владиславович — автор свыше 100 научных работ и 8 монографий.

## Список использованной литературы
- Беларуская Савецкая Энцыклапедыя: В 11-и т.— Минск.: Беларуская Савецкая Энцыклапедыя, 1969—74.
- Биологи. Биографический справочник.— Киев.: Наук. думка, 1984.— 816 с.: ил

## Награды и премии
- 1978 — Государственная премия СССР (посмертно).
- Орден «Знак Почёта».
- Орден Октябрьской Революции.
- Орден Трудового Красного Знамени.